# Palmorchis guianensis
Palmorchis guianensis är en orkidéart som först beskrevs av Rudolf Schlechter, och fick sitt nu gällande namn av Charles Schweinfurth och Donovan Stewart Correll. Palmorchis guianensis ingår i släktet Palmorchis och familjen orkidéer. Inga underarter finns listade i Catalogue of Life.